# Chalcides colosii
Chalcides colosii е вид влечуго от семейство Сцинкови (Scincidae). Видът не е застрашен от изчезване.

## Разпространение и местообитание
Разпространен е в Испания и Мароко.
Обитава гористи местности, места със суха почва, ливади и храсталаци.

## Описание
Популацията на вида е намаляваща.